# Teratoclytus changi
Teratoclytus changi är en skalbaggsart som beskrevs av Hayashi 1983. Teratoclytus changi ingår i släktet Teratoclytus och familjen långhorningar.
Artens utbredningsområde är Taiwan. Inga underarter finns listade i Catalogue of Life.